# Sergio Toppi

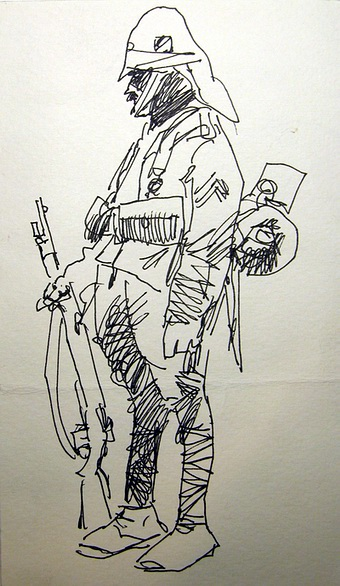
'Soldaat' door Sergio Toppi

Sergio Toppi (Milaan, 11 oktober 1932 – Milaan, 21 augustus 2012) was een Italiaans illustrator en striptekenaar. Zijn talloze publicaties in stripboeken en tijdschriften waren veelal gericht op volwassenen, maar Toppi heeft ook stripverhalen getekend bedoeld voor de jeugd. Het in 1979 uitgegeven Sharaz-De, Toppi's versie van de verhalen van Scheherazade, deze zijn bekend als de vertellingen van Duizend-en-één-nacht, wordt tot zijn absolute meesterwerken gerekend.

## Biografie

### Jeugd
Toppi groeide op als enig kind. Zijn vader, die leraar aan het conservatorium was, stierf op jonge leeftijd. Sergio Toppi tekende van jongs af aan.
Vlak voor het begin van de Tweede Wereldoorlog linieerde Italië onder Mussolini zich aan Japan. Ter ere van de vriendschap was er een tentoonstelling ingericht van tekeningen gemaakt door Japanse kinderen in het Castello Sforzesco te Milaan. Toppi bezocht deze tentoonstelling als kind en werd naar eigen zeggen geraakt en geïnspireerd door deze tekeningen. Sindsdien voelde Toppi een sterke passie voor Japan en de Japanse tekenkunst.
Toppi’s moeder werkte voor een kleine uitgeverij en via zijn moeder kon hij de schilder Luigi Filocamo ontmoeten. Filocamo stond Toppi toe te observeren hoe hij werkte aan zijn schilderijen. Filocamo heeft hierdoor een sterke invloed gehad op Sergio Toppi’s latere werk. Sergio Toppi begon een studie geneeskunde maar gaf die snel weer op.

### Werk
Toppi begon zijn carrière als illustrator voor de gerenommeerde Italiaanse uitgeverij Utet. Hij verzorgde hier de illustraties voor de geïllustreerde kinderencyclopedie Enciclopedia dei Ragazzi. In 1960 voltooide Toppi zijn eerste stripverhaal voor de Italiaanse kinderkrant Il Corriere dei Piccoli over Zurli de Tovenaar. Sergio Toppi tekende op scenario van zijn vriend Pagot een succesvolle biografie in stripvorm van paus Johannes-Paulus II. Sergio Toppi tekende vooral losstaande verhalen. Enkel van de zwervende piraat / dandy, Le collectionneur, tekende Toppi 5 verhalen.
- Sharaz-de (2 delen)
- Le collectionneur (5 delen)
- Blues
- Île pacifique
- Black & tans
- Un dieu mineur
- Warramunga
- Le trésor de Cibola
- Saint-Acheul, 17
- Krull
- Tanka

### Overlijden
Op 21 augustus 2012 is Toppi na een kort ziekbed komen te overlijden op 79-jarige leeftijd. Hij liet zijn vrouw Aldina Monesi achter met wie hij 50 jaar was getrouwd.